# Louis Alexandre Berthier
Louis Alexandre Berthier, francoski maršal, * 20. november 1753, † 1. junij 1815.